# Véronique Trillet-Lenoir
Véronique Trillet-Lenoir (ur. 12 czerwca 1957 w Lyonie, zm. 9 sierpnia 2023) – francuska lekarka, wykładowczyni akademicka i działaczka samorządowa, specjalistka w zakresie onkologii, profesor, posłanka do Parlamentu Europejskiego IX kadencji.

## Życiorys
Ukończyła studia medyczne na Université Claude-Bernard-Lyon-I. Została nauczycielem akademickim na macierzystej uczelni, od 1993 jako profesor onkologii. Jako lekarka związana ze szpitalem uniwersyteckim w Lyonie, w latach 2003–2018 kierowała tam oddziałem onkologii medycznej. Współtworzyła i w latach 2010–2012 kierowała Conseil National de Cancérologie, krajową radą do spraw onkologii. W 2013 została prezesem regionalnej organizacji Cancéropôle, instytucji powołanej w 2003 celem koordynowania badań nad nowotworami. W 2016 dołączyła do rady dyrektorów Narodowego Instytutu Raka (INCa).
W 2015 wybrana na radną regionu Owernia-Rodan-Alpy. Mandat uzyskała z ramienia Partii Socjalistycznej, w 2018 przeszła do prezydenckiego ugrupowania LREM. W wyborach w 2019 uzyskała mandat eurodeputowanej IX kadencji.
Odznaczona Legią Honorową klasy V (2008) oraz Orderem Narodowym Zasługi klasy IV (2016).